# 田本研造

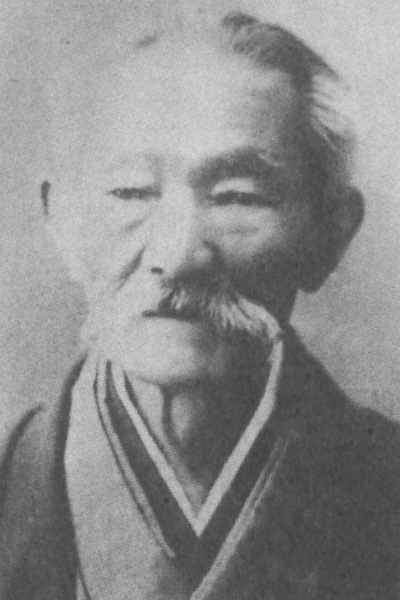
田本研造

田本 研造（たもと けんぞう、天保3年4月8日（1832年5月8日） - 大正元年（1912年）10月21日）は、現在の三重県熊野市神川町出身の写真家。別名は音無榕山（おとなしようざん）。

## 来歴・人物

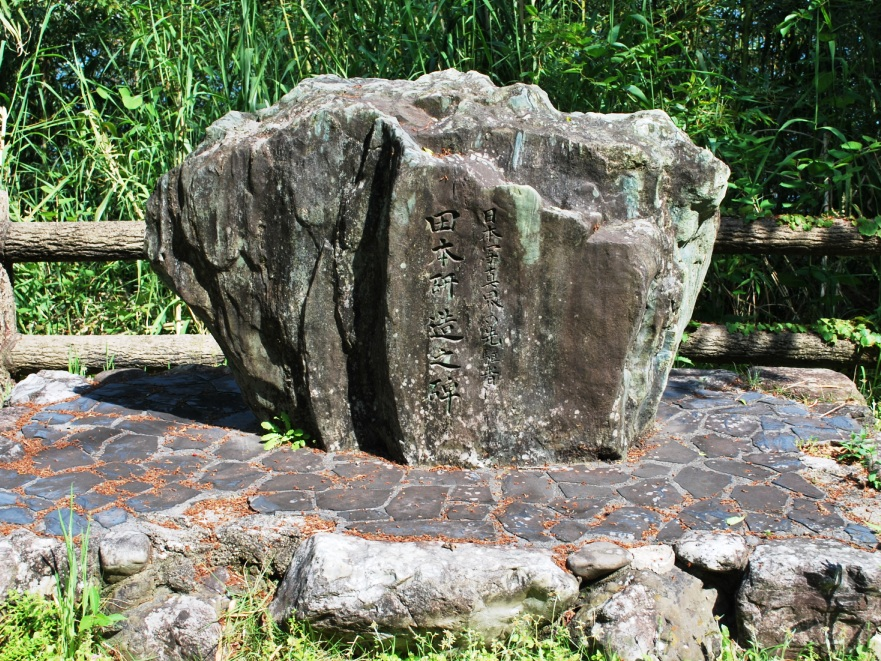
田本研造之碑（鬼ヶ城）

1832年（天保3年）4月8日に紀州牟婁郡神川村（現熊野市神川町）に生まれた。のちに別名音無榕山（おとなしようざん）と名乗っているが、「音無」は彼の郷里を流れる音無川（熊野川）にちなむものという。
医学を志して23歳の時に長崎に赴き、蘭方医吉雄圭斎（よしおけいさい）の門に入る。ここで医学や化学を学びつつ西洋科学の諸事情に触れ、1859年（安政6年）には長崎から箱館（函館）に移り住んだ。ところが、しばらくして右足に凍傷を負って脱疽となり、ロシア医師ゼレンスキーの手術により一命を取りとめるものの右足切断の悲運に遇う。しかし、これが縁となって写真の道に進むことを決め、写真技術を習得すべく研究を始める。ゼレンスキーからも教えを受けたと思われ、1866年（慶応2年）頃から写真師として活動を始めている。翌年には、既に当地で営業していた写真師木津幸吉とともに松前（箱館）に赴いて、松前城（福山城）と藩士らを撮影している。中でも、城は明治時代にその大部分が取り壊されているため、それらを写した写真は、今日では貴重な記録となっている。
1868年（明治元年）、箱館戦争の中にあって旧幕府軍の榎本武揚や土方歳三を撮影し、その後、建設が始まった札幌の町をはじめとする、北海道開拓事業の記録写真を残した。
箱館戦争の際に撮られた洋装姿の土方歳三は、おそらく田本の撮影した写真の中で最も有名なものであり、幕末関係の様々なメディアに取り上げられている。戦後、明治政府が設置した開拓使より、1871年8月20日付けで札幌とその周辺の撮影を命じられ、彼は弟子の井田幸吉を伴って出張している。翌年、函館出張開拓使庁から東京に158枚の写真が送られ、政府に北海道開拓事業の進捗状況を伝えるとともに、展示にも用いられた。1873年に開催されたウィーン万国博覧会には、開拓使の写真が出品されている。
その後、開拓使の写真は田本の門下から出た武林盛一らに引き継がれていく。田本は函館に採光用ガラス窓のついた本格的な写真館を構え、この北海道初の写真館は、なかなかに繁盛したという。彼のもとからは多数の有名な写真師が輩出し、田本研造は函館のみならず、北海道における指導者的立場の写真師であり功労者であったといえよう。
1912年（大正元年）10月21日、函館で81歳の生涯を閉じる。彼の撮影した写真の中でも、特に北海道開拓時代の記録写真は、日本写真史上において今日高く評価されている。脚が不自由なこともあってか、彼は一度も郷里の熊野へは帰ることがなかった。しかし、近況報告とともに北海道の写真を送っていたらしく、神川町内にはそうした写真が残っており、その何枚かが発見され話題となった。地元熊野市では、1981年（昭和56年）、鬼ヶ城に顕彰碑が建てられ、また、田本研造の名を冠した写真コンテストが開催されるなど、様々な方面から田本研造に光が当てられている。

## 文献
- 『田本研造と明治の写真家たち』　＜日本の写真家2＞岩波書店、1999年